# غوردون دراموند
غوردون دراموند (21 أبريل 1980 في المملكة المتحدة - ) (بالإنجليزية: Gordon Drummond)‏ هو لاعب كريكت بريطاني. شارك مع منتخب اسكتلندا الوطني للكريكت.

## وصلات خارجية
- غوردون دراموند على موقع إي آس بي آن كريك إنفو (الإنجليزية)